# آدیمار جونیور
آدیمار تاوارز جونیور (به پرتغالی: Ademar José Tavares Júnior) مدافع اهل برزیل است که در شهر Jaboatão و در تاریخ ۲۰ سپتامبر ۱۹۸۰ به دنیا آمده‌است.
آدیمار تاوارز جونیور در تیم‌های فوتبال Sport-PE سابقهٔ حضور دارد.